# Flik 7
A Fliegerkompanie 7 (rövidítve Flik 7, magyarul 7. repülőszázad) az osztrák-magyar légierő egyik repülőszázada volt.

## Története
A világháború kitörése után a Flik 7 a keleti fronton harcolt, kezdetben sichówi bázissal, majd az arcvonal mozgása alapján Szczucin, Tarnów, Nisko repülőtereire költözött. A gorlicei áttörés után keletre települt, a ma Ukrajnában fekvő Zsovkvába, majd Beresztecskába. 1915. november 4-én a századot kivonták a harcokból és a Bécs melletti Aspernbe vezényelték. A következő évben az olasz frontra került perginei bázissal. 1916. február 4-én a század négy gépet küldött a Milánó elleni első távolsági bombatámadáshoz. 1917 júliusában átszervezték a légierőt, a század felderítői besorolást és Flik 7D rövidítést kapott; egyúttal visszaküldték a keleti frontra. Az orosz fegyverletétel után vadászrepülő-századdá képezték át (Flik 7J) és visszatért Olaszországba, ahol Gardolo repteréről indult bevetésekre.
A háború után a teljes osztrák légierővel együtt feloszlatták.

## Századparancsnokok
- Hermann von Nemec százados
- Nikolaus von Florheim Wagner százados
- Bruno Schonowsky százados
- Max Schossleitner főhadnagy

## Századjelzések
A századjelvény széttárt szárnyú aranysas, fölötte vörös-arany császári korona, alatta aranyszínű pajzs, a három motívumot zöld tölgykoszorú fogja össze (a táboripilóta-jelvény mintájára). A pajzson SÜDWEST-/FRONT 1916/FLIEG. K./7. felirat.

## Ászpilóták
| Név           | A században szerzett győzelem |
| ------------- | ----------------------------- |
| Roman Schmidt | 1                             |

## Repülőgépek
A század pilótái a következő gépeket repülték:
- Lohner B.VII
- Hansa-Brandenburg C.I